# Szobránci Sándor
Vitéz Szobránci Sándor (1940-ig: Szoják Sándor, Vermes, 1908. október 2. – Melbourne, 1983. szeptember 23.) magyar vadászpilóta. Ő volt a Magyar Arany Vitézségi Érem 7. kitüntetettje.

## Élete
Szobránci Sándor a Krassó-Szörény vármegyei Vermesen született, 1908. október 2-án. Szülei Szoják József (1863 – 1917) erdőőr és Szegedi Mária (1865 – ?), az édesapja római katolikus, míg az édesanyja református vallású volt. A házaspárnak összesen tizenhárom gyermeke született, ezek közül Sándor volt az utolsó, a legfiatalabb öt utódból egyedül ő érte meg a felnőttkort. Édesapja 1917-ben elhunyt.
Katonai szolgálatát 1926 májusában kezdte az 1. önálló honvéd ütegnél, Hajmáskéren. 1927 márciusában áthelyezték az akkor még rejtetten működő légierőhöz. A Jutason működő csapataltisztképző iskola elvégzése után az 1/1. "Íjász" vadászszázadnál lett repülőgépvezető.
1939. március 24-én délelőtt az úgynevezett magyar-szlovák kis háború második napján az 1/1. vadászszázad három Fiat CR.32-esből álló köteléke (Negró Aladár főhadnagy, Kertész Árpád és Szoják Sándor őrmesterek) a 2. gépkocsizó dandárnak nyújtott légi fedezetet. Ugyanakkor az iglói repülőtérről a szlovák légierő 49. vadászszázadának három, Avia B.534-esből álló raja szállt fel (J. Prháček hadnagy, M. Karas szakaszvezető és C. Martiš tizedes). A két kötelék Szobránc térségében légi harcba keveredett. Ennek során Negró főhadnagy lelőtte Prháček hadnagyot, Szoják őrmester pedig Karas szakaszvezetőt, Martiš tizedes elmenekült. A súlyosan megsebesült Prháček megpróbált kényszerleszállni, ennek során a gépére rögzített repeszbombák felrobbantak, megölve a pilótát. Sérült Aviájával Karas szakaszvezető Vámoslucska mellett igyekezett leszállni, a gép azonban átvágódott és összetört.
Ugyanezen a napon kora délután a szlovák légierő 12. századának három Letov Š-328 könnyűbombázója indult bevetésre, a 45. vadászszázad három Aviájának fedezete mellett. A szlovák gépek sikeresen támadták a magyar földi erőket, több járművet és löveget megrongáltak. A támadás elhárítására az 1/1. vadászszázad kilenc Fiat CR.32-ese érkezett, Csekme Béla főhadnagy vezetésével. Az erős kötelék eredetileg az Iglót támadó magyar bombázók vadászfedezete lett volna. A kialakuló légi harcban Szoják őrmester egy újabb légi győzelmet aratott, F. Hanovec szakaszvezető Aviáját lőtte le, amely Ungszenna mellett kényszerleszállást hajtott végre. A magyar vadászok a másik két Aviát és a háromból két Letovot lelőttek, saját veszteség nélkül.
Szoják Sándor őrmestert a két igazolt légigyőzelemért 1939. augusztus 1-én Magyar Arany Vitézségi Éremmel tüntették ki. Ő volt a m. kir. Honvédség 7. tagja, aki megkapta ezt az elismerése.
1940-ben saját érdem alapján a Vitézi Rend tagja lett. Vezetéknevét ekkor változtatta meg Szobráncira, utalva az Arany Vitézségi Éremmel elismert haditettének helyszínére, amely Szobránc légtere volt.
1941-ben az 1/3. vadászszázad állományaként vett részt a Szovjetunió elleni hadműveletekben, 37 harci bevetést teljesített. Augusztus 27-én Uljanovka térségében további két igazolt és egy nem igazolt légi győzelmet aratott. A lelövési naplóba mindhárom esetben "I-17" típusmegjelölés került, ezek a gépek feltehetőleg LaGG-3, vagy MiG-3 típusú szovjet vadászgépek voltak.
1942. január 25-én Budapesten feleségül vette Csuti Izabellát.
1945-ben az 1. éjjeli vadász század állományában szolgált, velük települt ki német területre. 
A II. világháború után Ausztráliába emigrált, 1951-ben feleségül vette Klesitz Cecíliát (1926 – 2006). Szobránci Sándor 1983. szeptember 23-án hunyt el, a Melbourne General Cemeteryben helyezték örök nyugalomra.

## Légi győzelmei
| Sorszám     | Dátum               | Alakulat          | Ellenfél   | Megjegyzés        |
| ----------- | ------------------- | ----------------- | ---------- | ----------------- |
| 1           | 1939. március 24.   | 1/1. vadászszázad | Avia B.534 |                   |
| 2           | 1939. március 24.   | 1/1. vadászszázad | Avia B.534 |                   |
| 3           | 1941. augusztus 27. | 1/3. vadásszázad  | I-17       | LaGG-3 vagy MiG-3 |
| 4           | 1941. augusztus 27. | 1/3. vadásszázad  | I-17       | LaGG-3 vagy MiG-3 |
| Igazolatlan | 1941. augusztus 27. | 1/3. vadásszázad  | I-17       | LaGG-3 vagy MiG-3 |

## Kitüntetései
Viselési sorrendben felsorolva.
- Magyar Arany Vitézségi Érem (1939)
- Legénységi Szolgálati Jel III. osztálya (?)
- Felvidéki Emlékérem (1938)